# Bakani
Bakani is een census town in het district Jhalawar van de Indiase staat Rajasthan. 

## Demografie
Volgens de Indiase volkstelling van 2001 wonen er 7937 mensen in Bakani, waarvan 52% mannelijk en 48% vrouwelijk is. De plaats heeft een alfabetiseringsgraad van 65%. 